# NGC 619
NGC 619 è una vasta galassia a spirale barrata situata nella costellazione dello Scultore, a una distanza di circa 399 milioni di anni luce dalla nostra Via Lattea.

## Scoperta
La galassia è stata scoperta il 30 novembre 1837 dall'astronomo britannico John Herschel.

## Descrizione
NGC 619 ha una classe di luminosità II. È stata utilizzata da Gérard de Vaucouleurs come esempio di galassia del tipo morfologico (R1')SB(rs)ab nel suo atlante delle galassie.